# Amarna Grab 9
Beim Grab 9 in der Nekropole der mittelägyptischen Stadt Amarna handelt es sich um das Grab des Mahu, der als Polizeioberst ein wichtiger Beamter in Achet-Aton (antiker Name von Amarna) war. Die Grabanlage gehört zur südlichen Gräbergruppe.
Das Grab besteht aus einer dekorierten Grabkapelle und der Grabkammer. Die Grabkapelle besteht aus einer mit Reliefs dekorierten Querhalle und einer zweiten länglichen Halle, die undekoriert ist. Von hier führt eine Treppe hinab in eine undekorierte Kammer und von dort eine weitere Treppe in eine zweite undekorierte Kammer.
Die Darstellungen im Grab sind vor allem von Interesse, da sie Szenen aus dem Leben des Mahu als Polizeioberst zeigen. Mehrmals finden sich, wie in den Amarnagräbern üblich, Darstellungen des Königspaares, Echnaton und Nofretete. Am Eingang sieht man das Paar und ihre Tochter Meritaton beim Opfer vor dem Sonnengott Aton, der als Sonnenscheibe dargestellt ist. Eine vergleichbare Szene findet sich auf der Nordwand. Hier ist auch Mahu in einem unteren Register dargestellt. Auf der Südwand sieht man das Königspaar auf einem Streitwagen, wie es gerade aus dem Aton-Tempel kommt. Auf der Nordwand (rechts vom Zugang zur zweiten Kammer) findet sich eine weitere Szene, die das Königspaar auf dem Streitwagen zeigt. Auf der Nordwand, links der Tür befinden sich Darstellungen des Mahu vor Palast und Tempel. Er wird von zahlreichen Polizisten begleitet. Diese Szenen sind nur in schwarzer Tinte gemalt, jedoch nicht in Relief ausgeführt.

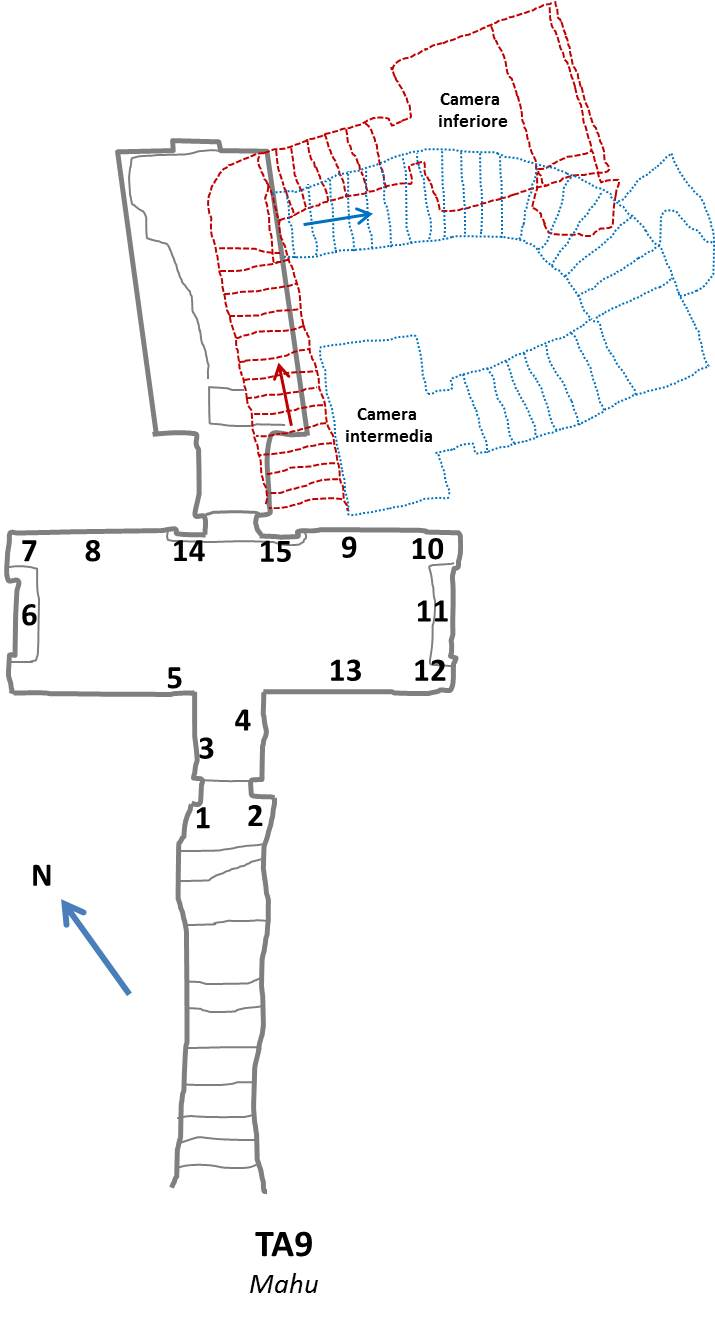
Plan des Grabes
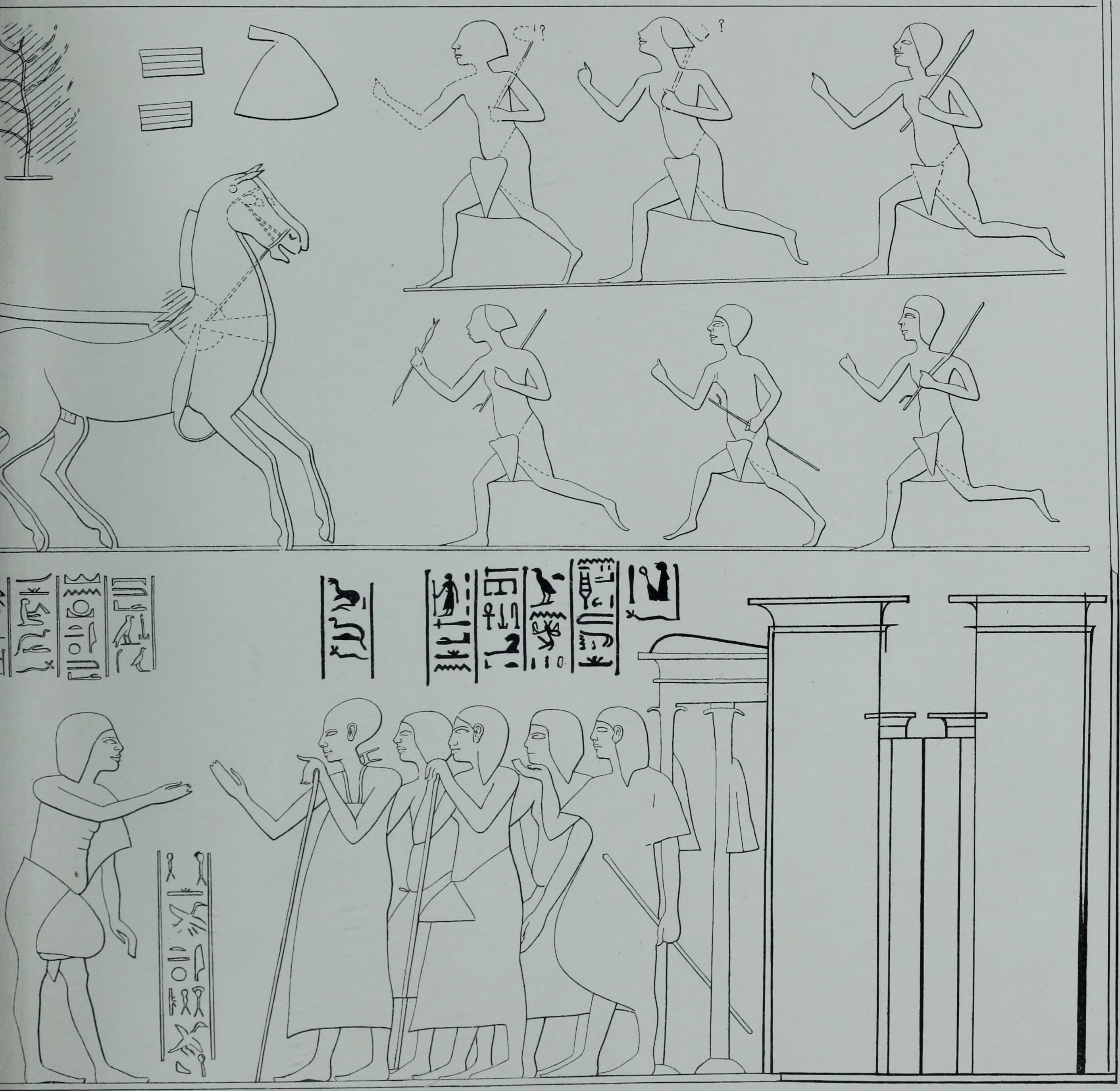
Mahu im Gespräch mit dem Wesir
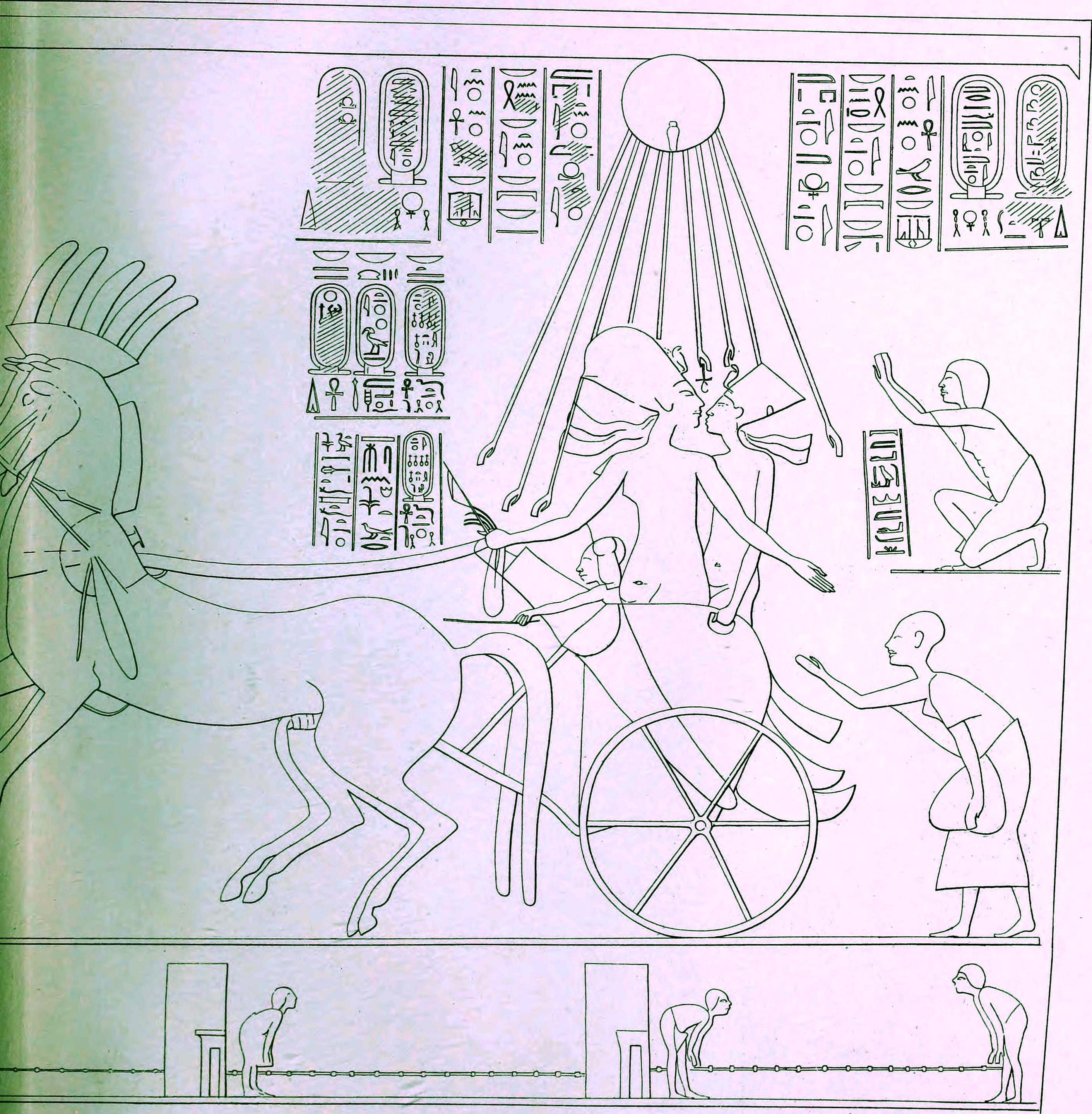
Das Königspaar beim Ausritt auf dem Streitwagen
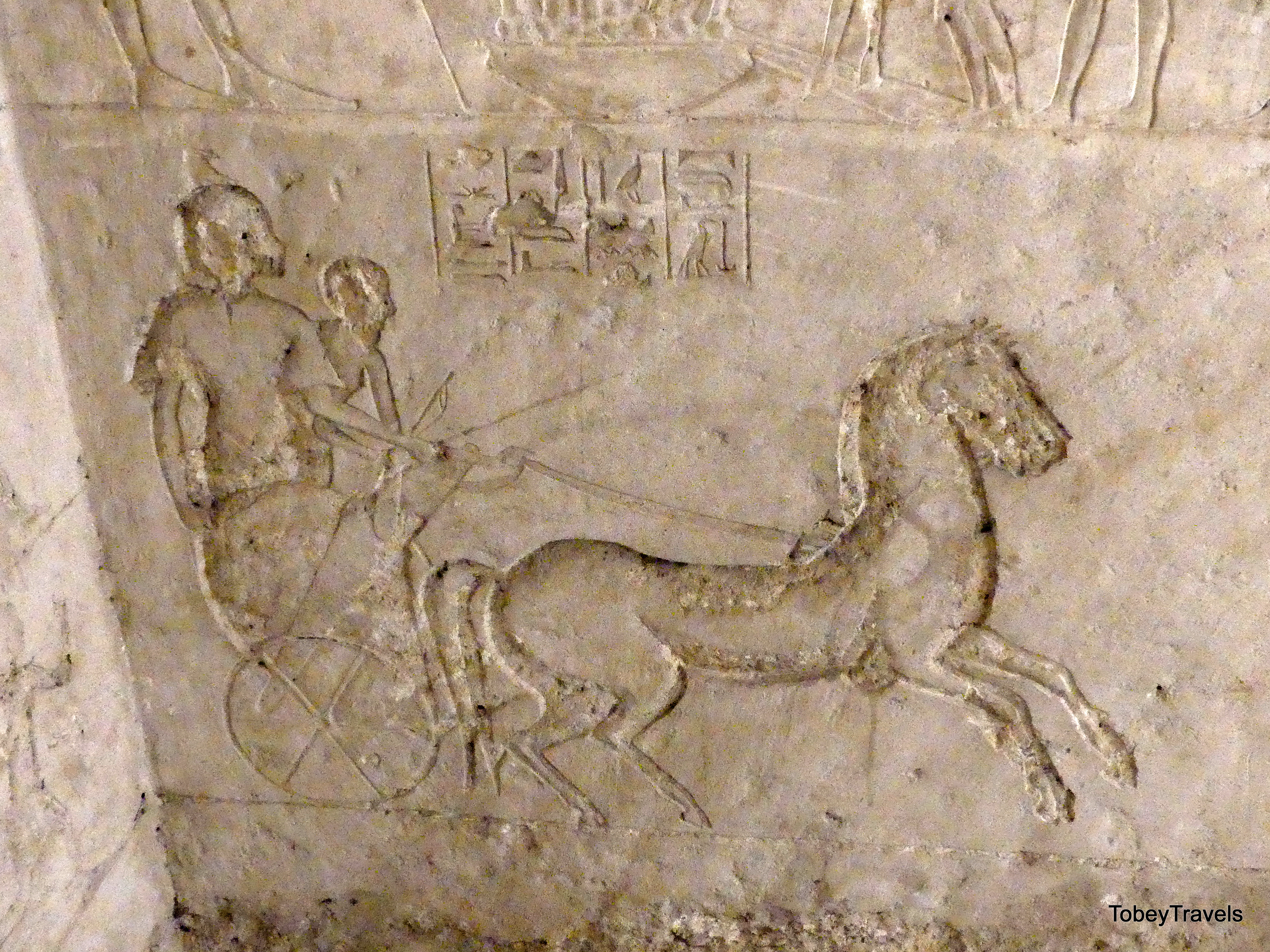
Mahun auf dem Streitwagen